# Rancho Nuevo, San Andrés Tuxtla
Rancho Nuevo är en ort i Mexiko.   Den ligger i kommunen San Andrés Tuxtla och delstaten Veracruz, i den sydöstra delen av landet, 400 km öster om huvudstaden Mexico City. Rancho Nuevo ligger 206 meter över havet och antalet invånare är 406.
Terrängen runt Rancho Nuevo är kuperad norrut, men söderut är den platt. Runt Rancho Nuevo är det ganska tätbefolkat, med 111 invånare per kvadratkilometer. Närmaste större samhälle är San Andres Tuxtla, 4,6 km öster om Rancho Nuevo. Omgivningarna runt Rancho Nuevo är en mosaik av jordbruksmark och naturlig växtlighet.